# Caviar sur canapé
Pour les articles homonymes, voir Top secret.
Série
C'est pas toujours du caviar
(1961)
Pour plus de détails, voir Fiche technique et Distribution.
Caviar sur canapé (titre original : Diesmal muß es Kaviar sein) est un film franco-allemand réalisé par Géza von Radványi, Helmut Käutner et Georg Marischka et sorti en 1961.
Il est la suite de C'est pas toujours du caviar adapté du roman de Johannes Mario Simmel.

## Synopsis
Thomas Lieven vit une vie de banquier à Londres et séduit les dames avec ses talents culinaires. Mais il est poursuivi pendant la Seconde Guerre mondiale comme agent double et triple supposé des services secrets de la Grande-Bretagne, de la France et de l'Allemagne. Avec le colonel Siméon et l'agent française Mimi, il arrive à Toulouse où il reçoit l'ordre d'établir la liste des agents secrets français à Nice. Un courrier lui annoncerait son retour avec en Angleterre.
Dans le port de Nice, Thomas échappe à des hommes du contre-espionnage allemand en montant dans la voiture de Vera, une agent de la Gestapo déguisée en nonne. Lorsqu'il la reconnaît, il tente de l'embrasser et se fait jeter de la voiture. Dans une rue latérale, il est renversé par deux hommes qui le mettent ensuite dans un corbillard. Il reprend conscience dans les bras de Chantal, une voleuse qu'il a rencontrée à Paris. Elle a organisé pour lui une croisière pour Lisbonne. En mer, Thomas est appréhendé par les Anglais qui le conduisent à Gibraltar. Il rencontre une recrue anglaise, Nancy, sa compagne de Londres, qui est devenue sergent. Thomas libéré, ils vont faire un pique-nique. Thomas en profite pour s'enfuir.
À Lisbonne, Chantal fait un séjour d'une semaine sans ennui. Mais vu la facture de l'hôtel, Chantal pense vendre la liste des agents français. Mais Thomas a déchiré cette liste et jeté les morceaux en mer. Elle compose une liste en reprenant les noms dans les annonces nécrologiques. Thomas vend la liste au Secret Intelligence Service, au contre-espionnage allemand et à Vera qui lui donne en retour les bijoux que Chantal avait volés à Paris avec son complice Bastian. Mais Vera dénonce Thomas et Chantal aux autorités qui les arrêtent pour avoir volé les bijoux. Ils convainquent le directeur de prison de leur donner une permission pour qu'ils puissent se marier et s'évadent. Après avoir pris un bateau, ils touchent une mine, Thomas échoue sur une côte. Thomas est amnésique, tout ce dont il se souvient sont ses recettes de cuisine qui lui permettent de travailler dans un restaurant.
Quand il découvre une photo de Chantal dans le journal quelques mois plus tard, il recouvre soudainement la mémoire et retourne à l'hôtel à Lisbonne. Il va ensuite à Paris afin de libérer Chantal qui est emprisonnée pour marché noir. Il se déguise en Gruppenführer SS et entre dans la prison de Chantal. Il parvient à la faire évader. Mais devant la prison, ils croisent Vera qui les arrêtent.
Quand la France est libérée de l'occupation allemande, Thomas et Chantal sont remis en liberté. Mais Thomas est de nouveau arrêté et condamné à mort en tant qu'agent nazi. Le Secret Intelligence Service le fait venir en Angleterre, où il doit être pendu pour trahison. Alors que Chantal lui rend visite dans sa cellule, Nancy arrive à son tour. Elle a épousé un général américain et obtenu son amnistie, à condition que Thomas travaille pour les services secrets américains. À New York, il doit retrouver Chantal. Mais son avion subit des turbulences et s'écrase. Il flotte sur un radeau pendant plusieurs jours et est finalement récupéré par un sous-marin soviétique.

## Fiche technique
- Titre français : Caviar sur canapé ou Top secret - C'est pas toujours du caviar[1]
- Titre allemand : Diesmal muß es Kaviar sein
- Réalisation : Géza von Radványi, Helmut Käutner (non crédité) et Georg Marischka (non crédité) assisté de Pierre Léaud
- Scénario : Henri Jeanson, Paul Andréota, Jean Ferry
- Direction artistique : Herta Hareiter, Otto Pischinger
- Costumes : Claudia Hahne-Herberg
- Photographie : Friedl Behn-Grund
- Son : Clemens Tütsch
- Montage : Walter Wischniewsky
- Musique : Rolf Wilhelm
- Production : Artur Brauner
- Sociétés de production : CCC-Film, Compagnie Européenne Cinématographique
- Société de distribution : Europa Filmverleih
- Pays d'origine :  Allemagne de l'Ouest,  France
- Langue : allemand
- Format : Noir et blanc - 1,37:1 - Mono - 35 mm
- Genre : Comédie et espionnage
- Durée : 98 minutes
- Dates de sortie :
  - Allemagne de l'Ouest : 1er décembre 1961.
  - France : 1961[1],[2]

## Distribution
- O. W. Fischer : Thomas Lieven
- Eva Bartok : Vera
- Senta Berger : Chantal
- Geneviève Cluny : Mimi
- Jean Richard : Siméon
- Geneviève Kervine : Nancy
- Viktor de Kowa : Loos
- Wolfgang Reichmann : Hofbauer
- Karl Schönböck : Lovejoy
- Karl John : Debras
- Peter Carsten : Bastian
- Kurt Pratsch-Kaufmann  : Le directeur de prison
- Reinhard Kolldehoff : Le SS
- Bruno W. Pantel  : Le colonel